# Wolfgang Meyer (Mathematiker)

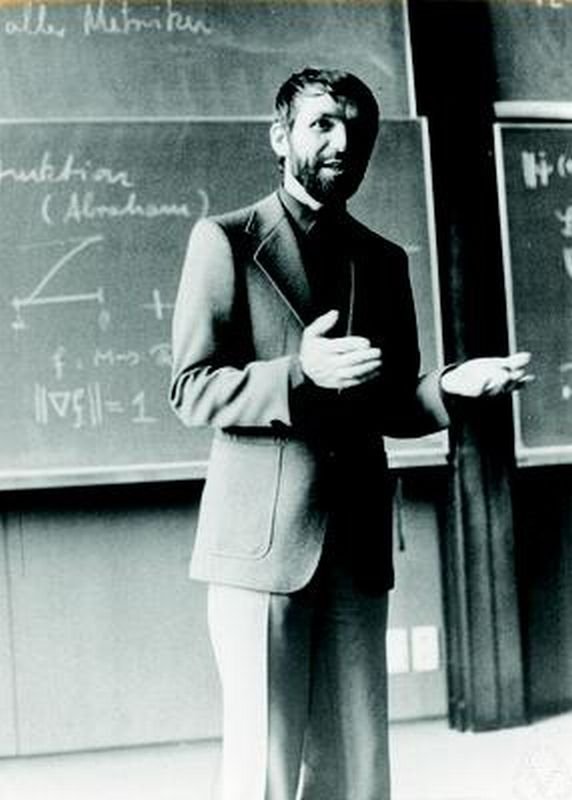
Wolfgang T. Meyer, Erlangen 1977

Wolfgang T. Meyer (* 19. März 1936 in Münster) ist ein deutscher Mathematiker, der sich mit Differentialgeometrie befasst. Er ist Professor an der Universität Münster.

## Leben und Wirken
Meyer wurde 1965 an der Universität Bonn bei Friedrich Hirzebruch und Wilhelm Klingenberg promoviert (Kritische Mannigfaltigkeiten in Hilbert-Mannigfaltigkeiten). Er war an der State University of New York at Stony Brook und war ab 1977 ordentlicher Professor in Münster. 2001 wurde er emeritiert.
Nach ihm und Detlef Gromoll sind Gromoll-Meyer-Sphären benannt (eine exotische 7-Sphäre, das heißt mit ungewöhnlicher Differentialstruktur). Zwei von ihm und Gromoll bewiesene Sätze über Mannigfaltigkeiten mit geschlossenen Geodäten bzw. positiver Krümmung sind nach beiden benannt (Satz von Gromoll-Meyer (Geodäten),  Satz von Gromoll-Meyer (Positive Krümmung)).
Zu seinen Doktoranden gehört Burkhard Wilking, der Nachfolger auf Meyers Lehrstuhl in Münster ist.

## Schriften (Auswahl)
als Autor
- zusammen mit Detlef Gromoll, Wilhelm Klingenberg: Differentialgeometrie im Großen. 2. Auflage, Springer Verlag, Berlin 1975, ISBN 978-3-540-07133-4, doi:10.1007/BFb0079185 (EA 1968).
- mit Gromoll: Periodic geodesics on compact riemannian manifolds. In: Journal of Differential Geometry, Bd. 3 (1969), S. 493–510, ISSN 0022-040X
- mit Gromoll: On complete open manifolds of positive curvature. In: Annals of Mathematics, Bd. 90 (1969), Heft 2, S. 75–90, ISSN 0003-486X
- mit Gromoll: On differentiable functions with isolated critical points. In: Topology, Bd. 8 (1969), S. 361–369, ISSN 0040-9383
- mit Gromoll: An exotic sphere with nonnegative sectional curvature. In: Annals of Mathematics, Bd. 100 (1974), S. 401–406, ISSN 0003-486X
- mit Abresch: Pinching below 1/4, injectivity radius, and conjugate radius. In: Journal of Differential Geometry, Bd. 40 (1994), S. 643–691, ISSN 0022-040X
- mit Abresch: A sphere theorem with a pinching constant below 1/4. In: Journal of Differential Geometry, Bd. 44 (1996), S. 214–261, ISSN 0022-040X
- mit Abresch: Injectivity radius estimates and sphere theorems. In: Karsten Grove (Hrsg.): Comparison Geometry (Mathematical Sciences Research Institute Publications, 30). CUP, Cambridge 1997, S. 1–47, ISBN 0-521-59222-4.

als Herausgeber
- zusammen mit Uwe Abresch, Detlef Gromoll, François Labourie: Group Actions and Curvature. Mathematisches Forschungsinstitut, Oberwolfach 1999.